# Baptiste Aloé
Baptiste Aloé (ur. 29 czerwca 1994 w La Ciotat) – francuski piłkarz występujący na pozycji obrońcy we francuskim klubie AS Nancy. Młodzieżowy reprezentant Francji.

## Statystyki kariery
(aktualne na dzień 9 września 2016)
| Klub                   | Sezon              | Liga               | Liga  | Liga   | Puchar kraju | Puchar kraju | Puchar ligi | Puchar ligi | Europa | Europa | Suma  | Suma   |
| Klub                   | Sezon              | Liga               | Mecze | Bramki | Mecze        | Bramki       | Mecze       | Bramki      | Mecze  | Bramki | Mecze | Bramki |
| ---------------------- | ------------------ | ------------------ | ----- | ------ | ------------ | ------------ | ----------- | ----------- | ------ | ------ | ----- | ------ |
| Olympique Marsylia     | 2012/13            | Ligue 1            | 0     | 0      | 0            | 0            | 0           | 0           | 1      | 0      | 1     | 0      |
| Olympique Marsylia     | 2013/14            | Ligue 1            | 0     | 0      | 0            | 0            | 0           | 0           | 0      | 0      | 0     | 0      |
| Olympique Marsylia     | 2014/15            | Ligue 1            | 14    | 1      | 0            | 0            | 0           | 0           | –      | –      | 14    | 1      |
| Valenciennes FC (wyp.) | 2015/16            | Ligue 2            | 25    | 0      | 2            | 0            | 0           | 0           | –      | –      | 27    | 0      |
| Valenciennes FC (wyp.) | 2016/17            | Ligue 2            | 0     | 0      | 0            | 0            | 0           | 0           | –      | –      | 0     | 0      |
| Ogólnie w karierze     | Ogólnie w karierze | Ogólnie w karierze | 39    | 1      | 2            | 0            | 0           | 0           | 1      | 0      | 42    | 1      |